# Барибін Андрій Миколайович
Андрій Миколайович Барибін (укр. Андрій Миколайович Барибін. ; нар. 1965) — український спортсмен-паралімпієць, Майстер спорту міжнародного класу з пауерліфтингу.

## Біографія
Народився 4 березня 1965 року у місті Попасна Луганської області України, де пройшли його дитинство і юність.
Закінчивши школу, у 1982 році, Андрій почав трудову діяльність на Попаснянському вагоноремонтному заводі. Зацікавившись спортом ще у школі, продовжив займатися ним на заводі під керуванням Заслуженого тренера України Бориса Тагильцева. Здобувши звання Майстра спорту України міжнародного класу, добився численних спортивних перемог — був учасником Паралімпійских ігор у 1996 році (США, Атланта), у 2000 році (Австралія, Сідней), у 2004 році (Греція, Афіни). Андрій Барибін — призер чемпіонатів світу і Європи, багаторазовий чемпіон України і володар Кубка України з пауэрліфтинга.
Рішенням виконкому міської ради від 01.09.1998 г. № 185 А. М. Барибіну було надано звання «Почесний громадянин міста Попасна».

## Додатки
1. 1 2  Почесні громадяни міста Попасна — Барибін Андрій Миколайович [Архівовано 29 липня 2017 у Wayback Machine.](укр.)